# Hylaeus luteobalteatus
Hylaeus luteobalteatus är en biart som först beskrevs av Dours 1872.  Hylaeus luteobalteatus ingår i släktet citronbin, och familjen korttungebin. Inga underarter finns listade i Catalogue of Life.